# Катастрофа Ан-22 под Тверью (1992)
Катастрофа Ан-22 под Тверью — авиационная катастрофа, произошедшая в среду 11 ноября 1992 года с самолётом Ан-22А «Антей» у деревни Некрасово, при этом погибли 33 человека.

## Самолёт
Ан-22А с заводским номером 053483299 и серийным 06-10 был выпущен Ташкентским авиационным заводом в 1975 году и затем передан Министерству обороны. Самолёту был присвоен регистрационный номер CCCP-09303, перешедший от другого Ан-22 (заводской номер — 00340207), пропавшего над Атлантическим океаном пятью годами ранее. На момент катастрофы самолёт относился к 8-му военно-транспортному авиационному полку, базировавшемуся на авиабазе Мигалово (Тверская область).

## Катастрофа
Самолёт выполнял коммерческий рейс по перевозке народно-хозяйственных грузов и пассажиров в Ереван. Пилотировал его экипаж из 7 человек, командиром которого был военный лётчик 1-го класса майор Мисютин Н. П. Так как в Мигалово не было весов, то экипаж мог определить вес только условно и ориентируясь по накладным на груз. Подозревая перегруз, бортинженер слил 10 тонн авиакеросина, тем самым оставив топливо только для полёта до Еревана. Помимо груза, на борту находились и 26 пассажиров.
В ясную тихую ночь Ан-22 взлетел с аэродрома. Когда с момента взлёта прошло 4 минуты и был выполнен первый поворот, на высоте 200 метров и при скорости 345 км/ч экипаж начал убирать закрылки. В этот момент самолёт начал терять высоту. Пытаясь исправить ситуацию, лётчики потянули штурвалы «на себя», тем самым выведя машину на закритические углы атаки. Тяжёлый самолёт быстро потерял скорость, после чего вошёл в режим сваливания. Перейдя в пикирование, Ан-22 врезался в землю и полностью разрушился. Все 33 человека на его борту погибли.
На настоящее время это крупнейшая авиационная катастрофа в истории Тверской области и самолётов Ан-22 «Антей».

## Причины
Как показали результаты взвешиваний груза разбившегося самолёта — рулонов кожи, каждый из обгоревших рулонов весил 36 килограммов, тогда как по документам весил 30 килограммов. Из расшифровки МСРП-64 было установлено, что взлётный вес самолёта составлял 264 тонны, то есть имелся перегруз в 20 тонн. Не зная фактического веса груза, экипаж начал уборку закрылков раньше времени, что и привело к созданию аварийной ситуации. По мнению комиссии, причинами катастрофы стали:
- неудовлетворительная организация и контроль над выполнением воздушных перевозок со стороны руководящего состава части, соединения и объединения;
- несоответствие веса, характера груза и количества пассажиров, заявленных отправителем и разрешённых к перевозке, фактически загруженным в самолёт;
- нарушение экипажем эксплуатационных ограничений самолёта по максимальному взлётному весу, что привело к созданию усложнённых условий полёта, с которыми экипаж не справился.